# Иван Божичевић
Иван Божичевић — Бели (Криж, код Иванић-Града, 23. август 1909 — Загреб, 6. јун 1999) био је учесник Народноослободилачке борбе и друштвено-политички радник СФР Југославије и СР Хрватске и јунак социјалистичког рада.

## Биографија
Рођен је 23. августа 1909. године у Крижу, код Иванић-Града. Пре Другог светског рата, радио је као кројач. Члан Комунистичке партије Југославије (КПЈ) постао је 1934. године, а од 1935. је био професионални функционер Савеза текстилних и кројачких радника у Загребу, Дугој Реси, Вараждину, Чаковцу и Београду.
Народноослободилачком покрету (НОП) прикључио се 1941. године и био један од организатора оружаног устанка у свом родном крају. Током рата је био секретар Месног комитета КПХ за Загреб, секретар Окружног комитета КПХ Бјеловар, секретар Обласног комитета КПХ за Загребачку област и већник Земаљског антифашистичког вијећа народног ослобођења Хрватске (ЗАВНОХ) и Антифашистичког већа народног ослобођења Југославије (АВНОЈ) на Другом и Трећем заседању.
У Привременој народној скупштини ДФ Југославије 1945, био је члан Законодавног одбора. Био је члан Секретаријата Централног одбора јединствених синдиката, генерални секретар Централног већа Савеза синдиката Југославије, генерални секретар Савезног одбора СУБНОР-а Југославије до 1967, када је изабран за судију Уставног суда СФРЈ.
Био је посланик Савезне народне скупштине (1949—1963), председник Већа произвођача Савезне народне скупштине, члан Централног комитета СКЈ, Централног комитета СКХ и члан Савезне конференције ССРН Југославије и Савезног одбора СУБНОР-а Југославије.
Био је члан Савета федерације и имао је чин пуковника ЈНА у резерви.
Носилац је Партизанске споменице 1941. и више других југословенских одликовања, међу којима су — Орден народног ослобођења, Орден заслуга за народ са златном звездом, Орден братства и јединства са златним венцем, Орден за храброст. Орденом јунака социјалистичког рада  одликован је 20. септембра 1979. године.